# Кызыл-Ураан
Кызыл-Ураан (кирг. Кызыл-Ураан) — село в Токтогульском районе Джалал-Абадской области Кыргызстана. Входит в состав Уч-Терекского айылного аймака.

## География
Село расположено в северо-восточной части области, к югу от реки Нарын, на расстоянии приблизительно 33 километров (по прямой) к юго-востоку от города Токтогула, административного центра района. Абсолютная высота — 1390 метров над уровнем моря.

## Население
Согласно оценочным данным Национального статистического комитета Кыргызской Республики, численность населения села на начало 2023 года составляла 3096 человек.
| год     | 2009 | 2014 | 2015 | 2020 | 2021 | 2023 |
| ------- | ---- | ---- | ---- | ---- | ---- | ---- |
| человек | 2683 | 2714 | 2781 | 3063 | 3109 | 3096 |